# The Beginning (album des Black Eyed Peas)
Pour les articles homonymes, voir The Beginning.
Albums de The Black Eyed Peas
The END
(2009) Masters of the Sun Vol. 1
(2018)
Singles
1. The Time (Dirty Bit)
Sortie : 21 octobre 2010
2. Just Can't Get Enough
Sortie : 18 février 2011
3. Don't Stop the Party
Sortie : 3 mai 2011
4. Whenever
Sortie : 21 juin 2011

The Beginning est le sixième album studio du groupe américain The Black Eyed Peas, il est sorti le 26 novembre 2010. Le premier single à en être extrait est The Time (Dirty Bit). Le deuxième single de l'album est Just Can't Get Enough et est disponible en téléchargement sur iTunes depuis le 18 février 2011. Un troisième single est sorti fin avril après la diffusion sur certaines radios américaines du titre « Someday », annoncé comme nouveau single de l'album ; à tort d'ailleurs, puisque le nouveau single de l'album est en fait Don't Stop The Party, raccourci de 3 minutes dans une version « radio edit » qui lui donne la carrure nécessaire pour devenir un futur hit en club et dans les top singles internationaux. En France, la chanson Whenever est sortie en tant que quatrième single pendant l'été 2011 et fut diffusée sur les radios françaises. L'album est disponible en trois éditions différentes : Standard, Deluxe Edition et Super Deluxe Edition. Les genres musicaux de l'album The Beginning sont l'électro, le hip-hop, la house et la pop. Il a été décrit comme une suite de l'album The END.
Malgré deux mois de mise en marché, l'album ne s'est écoulé qu'à 1,6 million d'exemplaires dans le monde au 1er février 2011 et 2,5 millions en mai 2011. Une tournée mondiale du même nom que l'album a eu lieu en 2011 et 2012 : The Beginning Massive Stadium Tour.

## Genèse de l'album
Le 6 juin 2010, le groupe confirme qu'il travaille sur un nouvel album dans une interview pour The Big Issue. L'album est alors décrit comme une suite à l'album The END, will.i.am annonce que l'album, « symbolisera la croissance, le nouveau départ, et le commencement de nouvelles perspectives », que l'album sera intitulé The Beginning et qu'il sortira le 30 novembre 2010.

## Caractéristiques de l'album

### Écriture et production des chansons
The Time (Dirty Bit) a été composé en avion, explique will.i.am dans une interview avec Metro. La chanson contient un échantillonnage de la chanson (I've Had) The Time of My Life extraite du film Dirty Dancing. Le morceau se scinde ainsi en deux parties, The Time avec la reprise de la chanson de Dirty Dancing et au bout d'une minute, The Dirty Bit avec de « frénétique envolée techno » selon Cédric Bélanger de Canoë, ainsi que des passages rap et dance. Cette chanson annonce à sa fin par une voix synthétique la chanson suivante Light Up the Night, par : « Quand ils amènent la noirceur, nous apportons la lumière ». Light Up the Night est une chanson basée sur l'échantillonnage de la chanson Children's Story de Slick Rick, en reprenant la ligne de basse et le rythme. Elle présente des « accents world ».
Love You Long Time débute avec des synthétiseurs rappelant à T'Cha Dunlevy de Montreal Gazette, le début de la chanson Give It Up du groupe KC and the Sunshine Band. Le tempo est plus lent que sur les deux premières chanson. XOXOXO vient des messages textes que will.i.am recevait de sa copine. Il s'agit d'une chanson « à cheval entre pop et hip-hop, carburant aux lignes sulfureuses et aux rimes punchées ». Les quatre membres interviennent dans la chanson tour à tour. Someday est une chanson où Fergie n'intervient pas, will.i.am interprète le refrain et le premier couplet, appl.de.ap poursuit par le deuxième couplet, en expliquant ces rêves, suivi par le troisième refrain avec Taboo. « Une guitare à la The Edge résonne en arrière-plan » selon Houles de Cyberpresse. Le gimmick, dans sa texture et pratiquement à la note près ressemble étrangement à Love like Blood de Killing Joke. Whenever est une chanson d'amour avec une rythme rapide, mettant en avant Fergie avec will.i.am qui lui donne la réplique,.
Fashion Beats est échantillonnée, dans une version ralenti de My Forbidden Lover du groupe Chic. Elle présente un style disco, avec des passages en français chantés par Fergie « telle une Debbie Harry » pour Houles de Cyberpresse. Alors que  will.i.am demande à son médecin s'il est fou d'aimer sortir tous les soirs, ce qui « génère des clichés ». Don't Stop the Party est une chanson « rythmée, avec une slap bass aux contours vaguement funky », de plus « Fergie assure des segments planants, qui changent l'atmosphère » selon Houles de Cyberpresse. Do It Like This  est composée en deux parties sous forme de jam. Taboo n'intervient pas dans la chanson. The Best One Yet (The Boy) est la seule chanson produite par David Guetta. Il s'agit d'un titre « qui compte des longueurs » pour Houles de Cyberpresse. Houles poursuit qu'il n'y a « rien de mémorable, si ce n'est la surabondance de synthés oscillants ». Just Can't Get Enough est un mélange avec « une ballade au piano, du dance-rock lassant et hip-hop ». La chanson se déroule en plusieurs étapes, les quatre membres participent. Comme pour annoncer la chanson Light Up the Night en début d'album, Play It Loud se termine par les mots suivant : « Cela est de la sagesse : Un homme sage a dit, demain ne sera pas identique à hier ».

### Styles et influences
will.i.am décrit l'album comme « une extension » de l'album The END. C'est là où « le R&B fusionne avec le hip-hop, c’est un concept où les vieilles chansons, comme celles des années 1980, se mélangent à des tempos plus actuels comme l’électro. Ce disque doit donner envie de faire la fête ».
La pochette de l'album et les clips déjà postés par les Black Eyed Peas sont aussi clairement influencés par l'univers des premiers jeux vidéo, notamment ceux inventés dans les années 1980.

## Réception
L'album réalise des scores contrastés dans le monde, il se classe « seulement » 6e aux États-Unis, alors que son prédécesseur, The END (The Energy Never Dies) avait atteint la première place. Le disque est numéro un en France, où il est disque d'or en seulement deux semaines, en Suisse romande ou encore au Brésil. En 2010, il s'est vendu a plus de 160 000 exemplaires[Où ?] , ce qui lui vaut un disque de platine.      

### Réceptions critiques
L'accueil de l'album a été mitigé par les critiques.
Pour Gilles Médioni de l'Express, l'album est « pas mal » bien que « quelques refrains accrocheurs, des décharges électriques et des beats hypnotiques ne masquent pas un manque d'inspiration ». Il trouve que « The Beginning se veut une immense chanson de 54 minutes qui incite à célébrer la fête et à danser toute la nuit », il trouve que l'album « avance, hélas !, bien souvent en claudiquant ».
Nicolas Houles de Cyberpresse, regrette « un usage excessif de l'auto-tune », ainsi que le groupe « ne fait pas dans la profondeur, côté textes, et qu'il sombre parfois dans la redite ». Il souligne que la force des Black Eyed Peas « réside dans la diversité de ses membres », bien que cela peut « [générer] des clichés » en soulignant que « apl.de.ap rappelle une fois de plus qu'il vient des Philippines, Fergie joue toujours à l'allumeuse, will.i.am souligne qu'il est un oiseau de nuit... ». Bien qu'il y ait « quelques titres plus faibles, le groupe s'illustre avec des interprétations solides et dynamiques, au service de chansons réalisées de manière à avoir un impact maximal, avec une touche dance club européenne ». Houles se demande même si le disque aurait été « façonné (...) dans l'urgence ? », en répondant que « probablement ». Cependant il précise qu'il ne faut pas en « conclure que les Black Eyed Peas ont bâclé le travail ».
Pour Benjamin Chapon de 20 minutes, l'album ne s'affranchit pas des « clichés musicaux liés au gros rock, au R'n'B, au hip-hop ou à l'électro », regrettant que « musicalement, on frôle le néant ». Cependant, il souligne que l'album est « démagogique mais efficace » grâce aux « mélodies fédératrices, des rythmes dance et tout un tas de sons rigolos tellement amusants à chanter en karaoké ». Chapon conclut qu'« à l'instar du rapport annuel d'Amnesty International, The Beginning est fort déprimant ».

### Réceptions classements
| Chart (2010–2011)                      | Meilleure position |
| -------------------------------------- | ------------------ |
| Australian Albums Chart                | 8                  |
| Austrian Albums Chart                  | 7                  |
| Belgian Albums Chart (Flanders)        | 6                  |
| Belgian Albums Chart (Wallonia)        | 2                  |
| Canadian Albums Chart[réf. nécessaire] | 2                  |
| Czech Albums Chart                     | 18                 |
| Dutch Albums Chart                     | 34                 |
| French Albums Chart                    | 1                  |
| German Albums Chart                    | 2                  |
| Greek Albums Chart                     | 7                  |
| Irish Albums Chart                     | 13                 |
| Italian Albums Chart                   | 25                 |
| Mexican Albums Chart                   | 2                  |
| New Zealand Albums Chart               | 12                 |
| Scottish Albums Chart                  | 13                 |
| Spanish Albums Chart                   | 26                 |
| Swedish Albums Chart                   | 58                 |
| Swiss Albums Chart                     | 3                  |
| Swiss Albums Chart (Romandie)          | 1                  |
| UK Albums Chart                        | 8                  |
| UK Dance Albums Chart                  | 1                  |
| US Billboard 200[réf. nécessaire]      | 6                  |

## Liste des pistes
| No  | Titre                      | Crédits                                                                                         | Durée |
| --- | -------------------------- | ----------------------------------------------------------------------------------------------- | ----- |
| 1.  | The Time (Dirty Bit)       | William Adams, Damien LeRoy, John DeNicola, Franke John Previte, Allan Pineda, Donald Markowitz | 5:08  |
| 2.  | Light Up the Night         | Adams, Keith Harris, Ricky Walters, Pineda                                                      | 4:21  |
| 3.  | Love You Long Time         | Adams, Joshua Alvarez, Stacy Ferguson                                                           | 3:45  |
| 4.  | XOXOXO                     | Adams, Jean Baptiste, Pineda                                                                    | 3:45  |
| 5.  | Someday                    | Adams, Jaime Gomez, Baptiste, Pineda                                                            | 4:33  |
| 6.  | Whenever                   | Adams, Ferguson                                                                                 | 3:16  |
| 7.  | Fashion Beats              | Adams, Harris, Nile Rodgers, Bernard Edwards, Ferguson                                          | 5:20  |
| 8.  | Don't Stop the Party       | Joshua Alvarez, Adams, Gomez, Leroy, Ferguson, Pineda                                           | 6:07  |
| 9.  | Do It Like This            | Adams, Gomez, Leroy, Pineda                                                                     | 5:29  |
| 10. | The Best One Yet (The Boy) | Adams, Gomez, Baptiste, Giorgio Tuinfort, Pineda, David Guetta, Sylvia Gordon                   | 4:25  |
| 11. | Just Can't Get Enough      | Alvarez, Adams, Stephen Shadowen, Gomez, Ferguson, Rodney Jerkins, Pineda                       | 3:39  |
| 12. | Play It Loud               | Adams, Michael McHenry, Baptiste                                                                | 4:21  |

| 10. | The Situation              | Adams, Ryan Buendia, Ferguson, Pineda                                         | 3:46 |
| 11. | The Coming                 | Adams, Alvarez, Gomez, Baptiste, Paul Love, Barrington Levy, Pineda           | 4:19 |
| 12. | Own It                     | Adams                                                                         | 3:13 |
| 13. | The Best One Yet (The Boy) | Adams, Gomez, Baptiste, Giorgio Tuinfort, Pineda, David Guetta, Sylvia Gordon | 4:25 |
| 14. | Just Can't Get Enough      | Alvarez, Adams, Stephen Shadowen, Gomez, Ferguson, Rodney Jerkins, Pineda     | 3:39 |
| 15. | Play It Loud               | Adams, Michael McHenry, Baptiste                                              | 4:03 |

| 16. | Everything Wonderful | Adams, Baptiste, Tuinfort, Guetta, Pineda                    | 4:03 |
| 17. | Phenomenon           | Adams, Alvarez, Baptiste, Buendia, Ferguson, Pineda          | 3:40 |
| 18. | Take It Off          | Adams, Gomez, Beleegh Hamdi, Ferguson, Pineda, Hamza Mohamed | 4:09 |

| 1. | Boom Boom Pow   | Adams, Pineda, Ferguson, Gomez                                                                           | 4:11 |
| 2. | I Gotta Feeling | Adams, Pineda, Ferguson, Gomez, Guetta, Riesterer                                                        | 4:49 |
| 3. | Meet Me Halfway | Adams, Pineda, Ferguson, Gomez, Harris, Baptiste, Sylvia Gordon                                          | 4:44 |
| 4. | Imma Be         | Adams, Pineda, Ferguson, Gomez, Harris, J. Tankel, D. Foder, T. Brenneck, M. Deller                      | 4:17 |
| 5. | Rock That Body  | Adams, Pineda, Gomez, Ferguson, Guetta, Mark Knight, Adam Walder, Baptiste, Jamie Munson, Robert Ginyard | 4:32 |

### Clips
- 2010 : The Time (Dirty Bit)
- 2011 : Just Can't Get Enough
- 2011 : Don't Stop the Party

## Historique de sortie
| Région      | Date              | Label           | Édition                        |
| ----------- | ----------------- | --------------- | ------------------------------ |
| Australie,  | 26 novembre 2010  | Universal Music | Standard, Super Deluxe         |
| Allemagne   | 26 novembre 2010  | Universal Music | Standard, Super Deluxe         |
| Argentine   | 26 novembre 2010  | Universal Music | Standard, Super Deluxe         |
| Royaume-Uni | 29 novembre 2010  | Polydor         | Standard, Deluxe, Super Deluxe |
| France      | 29 novembre 2010  | Polydor         | Standard, Deluxe, Super Deluxe |
| Hong Kong   | 29 novembre 2010  | Universal Music | Standard, Deluxe, Super Deluxe |
| Mexique     | 30 novembre 2010  | Interscope      | Standard, Deluxe, Super Deluxe |
| États-Unis  | 30 novembre 2010  | Interscope      | Standard, Deluxe, Super Deluxe |
| Japon       | 1er décembre 2010 | Universal Music | Standard, Deluxe               |
| Colombie    | 1er décembre 2010 | Universal Music | Standard, Deluxe               |
| Brésil,     | 29 novembre 2010  | Universal Music | Standard, Deluxe               |
| Brésil,     | 3 décembre 2010   | Universal Music | Standard, Deluxe               |